# Imprudência
Imprudência é um comportamento de precipitação, de falta de cuidados.
No texto Disputatio juridica de dolo, culpa et casu fortuito, a imprudência é um dos casos relacionados à culpa, e não ao dolo.
Segundo Fernando Capez, em seu livro “Curso de Direito Penal Legislação Penal Especial”, volume 4, a imprudência:
“Consiste na violação da regras de condutas ensinadas pela experiência. É o atuar sem precaução, precipitado, imponderado. Há sempre um comportamento positivo. É a chamada culpa in faciendo. Uma característica fundamental da imprudência é que nela a culpa se desenvolve paralelamente à ação. Deste modo, enquanto o agente pratica a conduta comissiva, vai ocorrendo simultaneamente a imprudência.”
Pelo Código Penal Brasileiro, a imprudência é um dos três casos (os demais sendo imperícia e negligência) que caracterizam o crime culposo, diferente do crime doloso, em que o agente quis o resultado ou assumiu o risco de produzí-lo.